# ムクドリ (映画)
『ムクドリ』（原題:The Starling）は2021年に配信されたアメリカ合衆国のドラマ映画である。監督はセオドア・メルフィ、主演はメリッサ・マッカーシーが務めた。

## 概略
せっかく授かった赤ん坊を亡くして以来、メイナード夫妻（リリーとジャック）は悲しみの底に沈む日々を送っていた。ジャックの精神状態は悪化する一方で、ついには精神病院への入院を余儀なくされた。一人家に残されたリリーは深い孤独に苛まれるようになったが、どうにかして生活を立て直さねばという思いも強かった。ほどなくして。リリーは近所の食料品店で働き始めた。そんな折、一羽のムクドリがメイナード家の裏庭に巣を作るという一件が発生した。リリーは鬱陶しいムクドリを追い出そうと必死になったが、戦いを繰り広げているうちに、彼女のムクドリに対する感情は嫌悪から愛へと転じていくのだった。そして、そのことがリリーに人生の転機をもたらすことになる。

## キャスト
- リリー・メイナード：メリッサ・マッカーシー
- ジャック・メイナード：クリス・オダウド
- ラリー・ファイン博士：ケヴィン・クライン
- トラヴィス・デルプ：ティモシー・オリファント
- レジーナ：キンバリー・クイン
- ディッキー：スカイラー・ギゾンド
- ヴェルマ：ロレッタ・デヴァイン
- ベン：ダヴィード・ディグス
- ファーン：ロザリンド・チャオ
- マンモハン博士：ラビ・カプール
- シェリー：ローラ・ハリアー
- アリス：エミリー・トレメイン
- ラルフ・ザ・トラッカー：スコット・マッカーサー
- ナンシー・ロスウェルダー：エリザベス・ローム
- ロザリオ・アルヴァレス：ヴェロニカ・ファルコン
- ディロン：ブロック・ブレナー
- マギー：エディ・パターソン
- チャック：ダン・バッケダール
- ビッグダディ：ドン・マクナマス

## 製作・音楽
マット・ハリスが執筆した本作の脚本は2005年にブラックリスト入りを果たしていた。2017年3月2日、キアヌ・リーヴスとアイラ・フィッシャーが本作の出演交渉に臨んでおり、ドメ・カルコスキに監督のオファーが出ていると報じられたが、結局、それらの交渉は不首尾に終わった。
2019年6月10日、セオドア・メルフィ監督、メリッサ・マッカーシー、クリス・オダウドの起用が発表された。8月、ケヴィン・クライン、ティモシー・オリファント、ダヴィード・ディグス、スカイラー・ギゾンド、ロレッタ・デヴァイン、ローラ・ハリアー、ロザリンド・チャオ、キンバリー・クインがキャスト入りした。
2020年9月2日、ベンジャミン・ウォルフィッシュが本作で使用される楽曲を手掛けるとの報道があった。2021年9月24日、ミラン・レコーズが本作のサウンドトラックを発売した。

## 公開・マーケティング
2020年4月20日、Netflixが本作の全世界配信権を2000万ドル前後で購入したと報じられた。2021年8月25日、本作のオフィシャル・トレイラーが公開された。9月12日、本作は第46回トロント国際映画祭でプレミア上映された。

## 評価
本作は批評家から酷評されている。映画批評集積サイトのRotten Tomatoesには84件のレビューがあり、批評家支持率は20%、平均点は10点満点で4.3点となっている。サイト側による批評家の見解の要約は「メロドラマをこれでもかと言わんばかりに押し付けてくる作品であり、才能豊かなキャスト陣と価値あるテーマに対する虐めとすら思える。『ムクドリ』はそのタイトルに反して七面鳥を思わせる失敗作である。」となっている。また、Metacriticには23件のレビューがあり、加重平均値は31/100となっている。